# 爱民乡 (会理县)
爱民乡，是中华人民共和国四川省凉山彝族自治州会理市已撤销的一个乡。
2019年12月，撤销爱民乡，将其所属行政区域划归彰冠镇管辖。

## 行政区划
爱民乡撤销前下辖以下地区：
螃蟹村、盐龙村、拉红村、红拉村、爱民村、拥护村、大发村和五合村。